# Caeneressa oenone
Caeneressa oenone är en fjärilsart som beskrevs av Butler 1876. Caeneressa oenone ingår i släktet Caeneressa och familjen björnspinnare. Inga underarter finns listade i Catalogue of Life.